# Centre asymétrique

## Définition

Les deux premières molécules sont l'image l'une de l'autre dans un miroir. Si on tourne la première, on voit qu'elle n'est pas superposable à la seconde.

Schéma montrant la chiralité des sulfoxydes.

En chimie, un centre asymétrique décrit un atome qui, en vertu de ses substituants, ne peut pas être superposé à son image dans un miroir. En chimie organique, il s'agit souvent d'un atome de carbone d'hybridation sp3 possédant quatre substituants différents, comme dans l'exemple ci-contre.
Le substituant peut également être un doublet non liant, comme dans le cas des sulfoxydes (voir le second schéma).
Un tel atome est également dit « stéréogène ».

## Notation
Les centres tétraédriques sont notés R ou S (configuration absolue) selon les règles de Cahn-Ingold-Prelog.

## Propriétés optiques
Sauf cas particuliers, la présence d'un centre asymétrique confère à sa molécule une activité optique : le pouvoir rotatoire. On dit alors que la molécule est optiquement active : elle fait tourner le plan de polarisation d'une lumière polarisée rectilignement.